# Красная Беларусь
Кра́сная Белару́сь (ранее Красная Белорусь, бел. Чырвоная Беларусь) — деревня в составе Ямницкого сельсовета Быховского района Могилёвской области Республики Беларусь.

## Население
- 1999 год — 461 человек
- 2010 год — 308 человек